# Louison Bobet
Louis ("Louison") Bobet (Saint-Méen-le-Grand, 12 de março de 1925 – Biarritz, 13 de março de 1983) foi um ciclista francês.

## Biografia
Foi o vencedor do Tour de France em 1953, 1954 e 1955 , sendo o primeiro ciclista a ganhar esta competição três vezes consecutivas.
Foi também campeão mundial de ciclismo em 1954 .
Era conhecido como O padeiro de Saint-Méen, devido a sua profissão anterior a de ciclista.